# Trolltjärnen (Ramsele socken, Ångermanland)
Trolltjärnen är en sjö i Sollefteå kommun i Ångermanland och ingår i Ångermanälvens huvudavrinningsområde.